# Himmelstürmer Verlag
Der Himmelstürmer Verlag ist ein 1998 in Hamburg gegründeter deutscher Buchverlag. Sitz seit Mai 2019 in Binnen, Niedersachsen. Der Verlag hat sich als Spartenverlag auf schwule Literatur spezialisiert. Der Verlag wird in der Rechtsform eines Einzelunternehmens geführt. 

## Geschichte
Eigentümer des Himmelstürmer Verlags ist der Verleger Achim Albers.  Gegründet wurde der Verlag 1998. Sein Ziel war und ist es, „gute schwule Unterhaltungsliteratur“ herauszugeben und dafür auch nach weniger bekannten deutschen Autoren oder Newcomern zu suchen. So sind im Himmelstürmer Verlag bisher weit mehr als 250 Werke von ausschließlich deutschsprachigen Autoren erschienen.
Inzwischen verzeichnet der Verlag etwa 25 Neuerscheinungen im Jahr, die jeweils im Frühjahr bzw. Herbst herauskommen.

## Verlagsprogramm
Das Programm des Himmelstürmer Verlag richtet sich primär an männliche Homosexuelle. Die Publikationen werden auch über einen eigenen Online-Buchshop sowie als E-Books vertrieben.
Schwerpunkte des verlegten Buchprogramms bilden:
- Schwule Belletristik
- Coming-out-Romane, hier vor allem die Reihe „Junge Liebe“
- Sachbücher zu homosexuellen Themen

## Autoren (Auswahl)
- Andy Claus
- Marisa Hart
- Peter Nathschläger
- Benjamin Wagner
- Christian Kurz
- Udo Rauchfleisch
- Julia E. Dietz
- Marc H. Muelle
- David Imper
- Joe Luga
- Christian Scheuß
- Peter Förster
- Marc Förster
- Hans v.d.Geest
- Manuel Sandrino
- Martin M. Falken
- Yasar Destan
- Gilbert R. Pawel
- Paul Senftenberg
- Hagen Ulrich